# Chakchiuma
Die Chakchiuma waren ein nordamerikanisches Indianervolk, das ursprünglich im Südosten der Vereinigten Staaten am Yazoo River im heutigen Mississippi siedelte. Ihr Dialekt war eng mit den Sprachen Chahta Anumpa (Sprache der Choctaw / Chahta) und Chikashshanompa (Sprache der Chickasaw / Chikasha) verwandt und gehörte zu der Sprachfamilie der Muskogee-Sprachen. Der Name Chakchiuma stammt aus dem Choctaw und kann mit „roter Flusskrebs“ (Shåktci – Flusskrebs, homma – rot) übersetzt werden.

## Geschichte
Sie waren eng mit den Houma verwandt, deren Stamm sich bereits vor dem ersten Kontakt mit Weißen abgespalten hatte. Die Chakchiuma wanderten mit den Choctaw und Chickasaw aus dem Westen der Vereinigten Staaten in das südöstliche Waldland und siedelten in deren Nähe an den Flüssen Yazoo River und Yalobusha River. James Mooney schätzte ihre Zahl auf rund 1200 Menschen im Jahre 1650. Auf einer französischen Karte um 1697 geht hervor, dass eine weitere Gruppe in der Nähe von Sabougla siedelte, allerdings könnte diese auch zu den Sawokli gehört haben. Zu Zeiten der Expedition De Sotos um 1540 waren die Stämme der Chickasaw und die Chakchiuma verfeindet. Als während der französischen Besiedlung Louisianas ein Missionar von den als kriegerisch geltenden Chakchiuma getötet wurde, wurden auch andere Stämme von den Franzosen aufgestachelt, die Chakchiuma anzugreifen. Infolge dieser Angriffe wurde der Stamm im Laufe des frühen 18. Jahrhunderts deutlich dezimiert, Teile des Stammes gingen in den Chickasaw auf. Die Bevölkerungszahl um 1722 wurde auf etwa 150 Menschen geschätzt. 
Während des Natchez-Aufstands schlugen sich die verbliebenen Chakchiuma auf die Seite der Franzosen und kämpften an deren Seite 1739 gegen die Chikasaw. Ob die Chakchiuma vollständig durch gemeinsame Anstrengungen der Chickasaw und Choctaw zerstört wurde, ist nicht gesichert. Ein großer Clan der Choctaw trägt den Namen Chakchiuma, möglicherweise gingen die Reste des Stammes in den Choctaw auf.